# معبد فوتاراسان
معبد فوتاراسان (به ژاپنی: 二荒山神社 Futarasan jinja) یک معبد شینتویی است که در کوه نانتای، نیکو، توچیگی در ژاپن قرار دارد.